# Jan Schlaudraff
Jan Schlaudraff (Waldbröl, 18 juli 1983) is een Duits voetballer die bij voorkeur als aanvallende middenvelder speelt. Hij debuteerde in 2006 in het Duits voetbalelftal. Schlaudraff draagt de bijnaam Knochen ('botje'), vanwege zijn relatief lage lichaamsgewicht.

## Clubvoetbal
Schlaudraff debuteerde in het seizoen 2002/03 in het betaald voetbal in het shirt van Borussia Mönchengladbach. Kort daarna raakte hij één jaar geblesseerd, omdat hij last had van een zeldzame virusinfectie, waardoor er Artritis ontstond. Hij maakte zijn comeback in het seizoen 2004/05.
Schlaudraff brak niet door bij Borussia Mönchengladbach. Daarom werd hij uitgeleend aan Alemania Aachen, op dat moment actief in de tweede Bundesliga. Hier werd hij een vaste waarde en daarom definitief overgenoment. Schlaudraff promoveerde in 2006 met Allemania Aachen|Aachen naar de Bundesliga. In het seizoen 2006/07 speelde hij hierin 28 wedstrijden en scoorde hij daarin acht keer, waarmee hij clubtopscorer werd. Dat kon niet verhinderen dat Aachen meteen weer degradeerde.
Schlaudraff tekende in januari 2007 een contract bij FC Bayern München, waarbij hij zich zes maanden later daadwerkelijk aansloot. De club betaalde ongeveer 1,2 miljoen euro voor hem. In het halve jaar voor zijn fysieke overstap vertoonde hij te weinig inzet op Michael Frontzecks trainingen bij Allemania Aachen en werd daarom geschorst. Bij Bayern München tekende Schlaudraff een contract tot medio 2010. Uli Hoeneß vertelde in de media dat hij Schlaudraff vooral gehaald had om te laten zien wie de Duitse transfermarkt in deze prijscategorie overheerst.
Schlaudraff overtuigde Bayern niet. Officieel won hij in het seizoen 2007/08 zowel het landskampioenschap, de DFB-Pokal als de Ligapokal met de club, maar zijn bijdrage hieraan kwam tot stand in acht competitiewedstrijden. Zowel in het bekertoernooi als in de wedstrijd om de Ligapokal kwam hij niet in actie. Schlaudraff verruilde Bayern in juli 2008 na één jaar voor Hannover 96. Hier maakte hij de volgende zeven seizoenen deel uit van het eerste elftal. Schlaudraff speelde in die tijd meer dan 130 competitiewedstrijden, waarin hij zestien keer scoorde. Het slechtste resultaat in die tijd was de vijftiende plaats in het seizoen 2009/10, één plek boven de degradatiestreep. Het sportieve hoogtepunt volgde direct het jaar erna, toen hij met Hannover vierde werd.

## Nationaal elftal
Bondscoach Joachim Löw riep Schlaudraff in 2006 voor het eerst op voor het Duits voetbalelftal, voor een oefeninterland tegen Georgië en een kwalificatieduel voor het Europees kampioenschap voetbal 2008 tegen Slowakije.

## Erelijst

### MetBayern München
| Nationaal           |    |         |
| Kampioen Bundesliga | 1x | 2007/08 |
| DFB-Pokal           | 1x | 2007/08 |
| Ligapokal           | 1x | 2007    |